# Ватыль, Виктор Николаевич
Виктор Николаевич Ватыль (род. 1 июня 1954 года, Гродно, Гродненская область, Белорусская ССР, СССР) — советский белорусский учёный, преподаватель высшей школы. Доктор политических наук, кандидат философских наук. Профессор Гродненского Государственного Университета им. Янки Купалы (2005).
Основные направления научных исследований: история политической мысли, философия, теория и методология политической науки, политическая регионалистика. Опубликовал около 200 научных работ, в том числе 5 монографий и 9 научно-учебно-методических пособий.

## Биография
Родился 1 июня 1954 года в Гродно в семье служащих, происходящих из польско-литовской шляхты герба Абданк. В 1976 году окончил историко-педагогический факультет Гродненского государственного педагогического института имени Янки Купалы. После службы в армии с 1979 по 1982 года обучался в аспирантуре Белорусского государственного университета имени В. И. Ленина при кафедре истории философии и логики. В 1984 году защитил кандидатскую диссертацию по философии: «Национальный вопрос в трудах Г. Валецкого». (Белгосуниверситет, Минск, Беларусь). В 2002 году состоялась защита докторской диссертации по политологии: "Концепция правового государства в либеральной политической мысли России второй половины XIX — начала XX века (Белгосуниверситет, Минск, Беларусь). Ученое звание профессора присвоено в 2005 году.
В Гродненском государственном университете имени Янки Купалы работает с 1977 года, с 2002 года руководит кафедрой политологии.
Связующим началом в указанных научных направлениях является центральная тема: судьба национального государства в контексте процессов глобализации.

## Научно-квалификационная деятельность
Член ученого Совета по защите кандидатских и докторских диссертаций по политологии при Белорусском государственном университете (Минск, Беларусь).
Член ученого Совета по защите кандидатских и докторских диссертаций по политологии при Академии управления при Президенте Республики Беларусь (Минск, Беларусь).
Член УМО по политологии Министерства образования Республики Беларусь.

## Научно-редакционная деятельность
Ответственный редактор «Вестника ГрГУ. Серия 1. История и археология. Философия. Политология», ответственный редактор междисциплинарного сборника научных трудов «Регионалистика», член редколлегий научных журналов — Брест, Минск (Беларусь), Ростов-на-Дону (Россия), Черновцы (Украина), Белосток (Польша).

## Научно-организационная деятельность
С 2004 года является организатором Международной научно-практической конференции «Белорусская политология: многообразие в единстве», с 2012 года — Международного симпозиума по регионалистике.

## Основные научные труды
1. Политология. Учебно-методическое пособие. Гродно: ГрГУ, 1991 (в соавт.).
2. Асновы тэорыі дзяржавы. Вучэбны дапаможнік. Мінск, БНІП, 1995 (в соавт.)
3. Социально-политическая и правовая мысль России XIX — начала XX века (Очерки истории и теории). Учебное пособие. В 2 ч. Ч. 1. — Гродно: ГрГУ, 1997. — 194 с. (в соавт.)
4. Социально-политическая и правовая мысль России XIX — начала XX века (Очерки истории и теории). Учебное пособие. В 2 ч. Ч. 2. — Гродно: ГрГУ, 1998. — 210 с. (в соавт.)
5. Политическая мысль в России: Словарь персоналий (XI в. 1917 г.). М.: Книжный дом «Университет», 2000. — 287 с. (в соавт.).
6. Федерализм: Энциклопедия. М.: изд-во МГУ, 2000. — 640 с. (в соавт.).
7. Государство как гарант человеческой свободы. (Интерпретация русской формы раннего политического либерализма). Монография Гродно: ГрГУ, 2001. — 302 с.
8. Политическая мысль в России: Словарь персоналий (XI в. — 1917 г.). 2-е изд. М.: Книжный дом «Университет», 2001. — 315 с.
9. Русская социально-политическая мысль X — НАЧАЛА XX века. Антология. Учебное пособие в 5-ти т. Т. III: Политическая мысль конца 20-х — нач. 70-х гг. XIX века / Под. общ. ред. Е. Н. Мощелкова — М.: Изд-во «Социально-политическая МЫСЛЬ», 2006. — 312 с. (в соавт.)
10. Русская социально-политическая мысль X — НАЧАЛА XX века. Антология. Учебное пособие в 5-ти т. Т. IV: Политическая мысль конца 70-х — нач. 90-х гг. XIX века / Под.общ. ред. Е. Н. Мощелкова — М.: Изд-во «Социально-политическая МЫСЛЬ», 2006. — 324 с. (в соавт.)
11. Русская социально-политическая мысль X — НАЧАЛА XX века. Антология. Учебное пособие в 5-ти т. Т. V: Политическая мысль конца XIX в. — 1917 г. / Под.общ. ред. Е. Н. Мощелкова — М.: Изд-во «Социально-политическая МЫСЛЬ», 2006. — 336 с. (в соавт.)
12. Становление российской политологии: юридическая школа: монография. Гродно: ГрГУ, 2006 г. — 221 с.
13. Политические изменения: опыт историко-политологического дискурса: монография — Гродно: ГрГУ, 2009. — 279 с.
14. Современная политическая наука: ценностно-методологические ориентиры: нравственные регулятивы: монография. Под ред. Я. С. Яскевич и К. А. Войтащика — Мн.: «Право и экономика», 2012. — 199 с. (в соавт.)
15. Республика Беларусь — Европейский союз: проблемы и перспективы партнёрства: монография / А. А. Коваленя (и др.); под ред. Л. Ф. Евменова; Нац. Акад. Наук Беларуси, Ин-тут философии. — Мн., Беларус. навука, 2013. — 527 с. (в соавт.)

## Список читаемых курсов
1. Политология.
2. Публичная и государственная политика.
3. История политических и правовых учений.
4. Теория международных отношений.
5. Мировая политика.

## Награды
- Медаль Франциска Скорины (2024 год)[2].

## Биобиблиография
1. Выкладчыкі Гродзенскага дзяржаўнага ўніверсітэта імя Янкі Купалы. Бібліяграфічны даведнік. / Пад рэд. В. М. Чарапіцы. — Гродна: ГрДУ, 1999. — С. 109.
2. Пяткевіч А. М. Людзі культуры з Гродзеншчыны. Даведнік. — Гродна: ГрДУ, 2000. — С. 50.
3. Агеев В. В. Виктор Николаевич Ватыль / В. В. Агеев [и др.] // Веснік Гродзенскага дзяржаўнага ўніверсітэта імя Янкі Купалы. Сер.1. Гуманітарныя навукі. — 2004. — № 3 (27). — С. 3-5.
4. Кафедра тэорыі і гісторыі дзяржавы і права. Біябібліягр. давед. / аўт.-склад. М. У. Сільчанка. — Гродна, ГрДУ, 2005. — С. 26-27.
5. Республика Беларусь: Энциклопедия: В 6 т. Т. 2 / Редкол.: Г. П. Пашков и др. — Мн.: БелЭн, 2006. — С. 599.
6. Решетников С. В. Политическая наука в БГУ: Теоретико-методологические и приикладные аспекты / С. В. Решетников. — Мн.: БГУ, 2009. — С. 153—154.
7. Прафесары Гродзенскага дзяржаўнага ўніверсітэта імя Янкі Купалы. 1940—2010: біябіблеаграфічны слоўнік / рэдкал.: Я. А. Роўба (адк. рэд.) [і інш.]. — Баранавічы: Ф-л № 1 ААТ «Чэрв. Зорка», 2010. — С. 20-22.
8. Габрусевіч С. А. Прафесары Гродзенскага дзяржаўнага ўніверсітэта імя Янкі Купалы (1940—2012) : бібліяграфічны слоўнік / С. А. Габрусевіч, Я. А. Роўба. — Мн.: Друкарня Макарава і К, 2013. — 208 с.
9. Острога В. А. Формирование и развитие кафедры всеобщей истории Гродненского государственного университета 1944—1991 гг. / В. А. Острога // Веснік Гродзенскага дзаржаўнага універсітэта імя Янкі Купалы. Сер.1. Гуманітарныя навукі. — 2014. — № 1. — С. 75.